# Pär Mikaelsson
Pär Mathias Mikaelsson, född 5 mars 1970, i Skellefteå, Sverige, är en före detta svensk ishockeyforward. Han spelade för Skellefteå AIK i hela 16 säsonger och var trogen klubben under hela sin karriär.
Mikaelsson debuterade säsongen 1988/89 i Elitserien för Skellefteå AIK och avslutade sin karriär säsongen 2004/05 i samma klubb. 
Hans poängmässigt bästa säsong var 2001/02, där han under 46 matcher gjorde 49 poäng, varav 14 mål och 35 assist.
Hans moderklubb är SK Lejon.

## Klubbar
- SK Lejon
- Skellefteå AIK